# Osma (umělecká skupina)
Osma bylo seskupení umělců, které se zformovalo po dvou výstavách v letech 1907 a 1908. Původně vystupovali pod názvem Osm, až později se vžívá název Osma. Vznik Osmy můžeme hledat v roce 1905 po výstavě Edvarda Muncha, jehož expresionismus skupinu ovlivnil.

## Členové
Osmu tvoří radikální křídlo generace, a to:
- Emil Filla,
- Bedřich Feigl,
- Max Horb,
- Otakar Kubín,
- Bohumil Kubišta,
- Willi Nowak,
- Emil Artur Pittermann
- Antonín Procházka.

Později se přidali
- Vincenc Beneš,
- Linka Scheithauerová-Procházková
- Václav Špála.

Jednalo se o mladou generaci absolventů AVU (všem bylo do 25 let).
Věnovali se především expresionismu a fauvismu.

## Výstavy
- První výstava se konala v roce 1907 v přízemí v Králodvorské ulici za Prašnou branou v Praze. Zúčastnili se Emil Filla, Antonín Procházka, Bohumil Kubišta, Otakar Kubín a čeští Němci Willy Nowak, Bedřich Feigl a Max Horb. Osmý Pittermann měl své obrazy vystaveny ve výklenku za oponou. Bylo si je možné prohlédnout pouze na požádání, protože byl v té době stále ještě studentem Akademie. Willy Nowak jako jediný prodal na této výstavě všechny vystavené obrazy. Jedinou pozitivní recenzi na tuto výstavu napsal v Die Gegenwart Max Brod.
- Druhá výstava v červnu a červenci 1908 se konala v Topičově salónu na Národní třídě. Maxe Horba, který zemřel v prosinci 1907 na této výstavě nahradil Vincenc Beneš. Otakar Kubín se nezúčastnil, protože byl na předchozí výstavě ostře kritizován.